# Margarochroma pictalis
Margarochroma pictalis là một loài bướm đêm trong họ Crambidae.